# Liste der Monuments historiques in Soulanges
Die Liste der Monuments historiques in Soulanges führt die Monuments historiques in der französischen Gemeinde Soulanges auf.

## Liste der Objekte
| Bezeichnung                         | Beschreibung                                                                   | Standort                        | Kennzeichnung | Schutzstatus | Datum | Bild |
| ----------------------------------- | ------------------------------------------------------------------------------ | ------------------------------- | ------------- | ------------ | ----- | ---- |
| Skulptur Heiliger Hilarius          | Stein, farbig gefasst, 18. Jahrhundert                                         | in der Kirche St-Hilaire (Lage) | PM51002374    | Inscrit      | 1975  |      |
| Triumphbalken mit Kreuzigungsgruppe | Holz, farbig gefasst, Ende des 16. Jahrhunderts                                | in der Kirche St-Hilaire (Lage) | PM51001088    | Classé       | 1938  |      |
| Taufbecken                          | Stein, 17. Jahrhundert                                                         | in der Kirche St-Hilaire (Lage) | PM51002373    | Inscrit      | 1975  |      |
| Hauptaltar                          | Altartisch und Tabernakel; Holz, farbig gefasst und vergoldet, 18. Jahrhundert | in der Kirche St-Hilaire (Lage) | PM51002375    | Inscrit      | 1975  |      |